# Gérald Andrieu
Gérald Andrieu, né en 1980, est un journaliste d'enquête et un essayiste français. Il a notamment été rédacteur en chef de Marianne.net et directeur adjoint de la rédaction de Marianne dont il coordonne la cellule Investigation. Il révèle l’affaire du fonds Marianne qui entraîne le départ de Marlène Schiappa du Gouvernement Borne.
Il est l'auteur de l'ouvrage Le Peuple de la frontière : 2 000 km de marche à la rencontre des Français qui n’attendaient pas Macron, paru en 2017 qui pressent le mouvement des Gilets jaunes et reçoit un important accueil médiatique et politique.

## Biographie
Gérald Andrieu, né en 1980, grandit à Vallauris dans les Alpes-Maritimes. Après le Bac, il suit des études d'histoire et de journalisme.
Il fait ses débuts au quotidien Nice-Matin en 2002, où, comme journaliste localier, il apprend les bases du métier,,.
En 2008, il rejoint la rédaction du magazine Marianne et travaille aux côtés de Philippe Cohen,. Journaliste politique, il est chargé du suivi des partis de gauche et couvre l’accession de François Hollande à la présidence de la République en 2012,. À cette époque, il révèle plusieurs aspects de l’affaire des sondages de l’Élysée lors du quinquennat de Nicolas Sarkozy,.
En 2014, il devient rédacteur en chef du site du magazine, Marianne.net. Il quitte la rédaction fin 2015.
En 2016, il publie, avec les journalistes Natacha Polony et Jean-Michel Quatrepoint, un essai : Bienvenue dans le pire des mondes : le triomphe du soft totalitarisme. 
En 2017, il publie Le Peuple de la frontière : 2 000 km de marche à la rencontre des Français qui n’attendaient pas Macron, récit de son voyage à pied, de Dunkerque à Menton, en longeant la frontière terrestre, pendant la campagne présidentielle. L'ouvrage, qui pressent le mouvement des Gilets jaunes, reçoit un important accueil médiatique et lui vaut d’être consulté par plusieurs partis politiques dont LREM, LR, le PS et LFI,,,,,,,,,,. 
En avril 2018, il est recruté par L'Express en tant que rédacteur en chef de la rubrique « Société ». 
En 2019, il est recruté comme directeur adjoint de la rédaction de Marianne où il seconde Natacha Polony.
À partir de 2023, il coordonne une cellule Investigation qui compte dans ses rangs Marc Endeweld, Emmanuel Lévy, Vanessa Ratignier et Laurent Valdiguié.
En mars de la même année, Gérald Andrieu révèle l’affaire du fonds Marianne, en poursuivant le travail du reporter Gabriel Libert, mort en cours d’enquête,. Le Fonds Marianne est un fonds de l'État français visant à « promouvoir les valeurs républicaines et combattre les discours séparatistes » en subventionnant des associations. Ce financement est organisé dans des conditions troubles. Ces révélations donnent lieu à une commission d’enquête sénatoriale et à l’ouverture d’une information judiciaire par le Parquet national financier pour « détournement de fonds publics par négligence », « abus de confiance » et « prise illégale d'intérêts »,. Cela conduit à la démission du préfet Christian Gravel, secrétaire général du Comité interministériel de prévention de la délinquance et de la radicalisation en charge de la gestion du fonds Marianne, et à la non-reconduction au gouvernement de Marlène Schiappa.
En février 2025, Gérald Andrieu fait partie du tiers de journalistes à annoncer vouloir user de sa clause de conscience et quitter Marianne. Cela fait suite à ce que la rédaction qualifie de « reprise en main éditoriale » de la part de CMI France, le groupe propriétaire du magazine. À cette période, il est approché pour prendre la direction de la rédaction du quotidien Midi Libre.

### Ouvrages
- Le Peuple de la frontière. 2 000 km de marche à la rencontre des Français qui n'attendaient pas Macron, Le Cerf, 2017  (ISBN 978-2-204-11864-4) (BNF 45400514)
- Avec Salomé Berlioux et Félix Assouly, Loin de Paris. Raconter les territoires, L’Aube, 2025  (ISBN 978-2-8159-5985-8) (BNF 47644375)
- Avec l’Association des amis de Coralie Delaume, La Souveraineté, l'Europe et le peuple, Michalon, 2023  (ISBN 978-2347002480)
- Avec Natacha Polony et le Comité Orwell, Bienvenue dans le pire des mondes : le triomphe du soft totalitarisme, Plon, 2016  (ISBN 978-2259251594) (BNF 45512983)
- Avec Anne-Claire Jucobin, Mauritanie. Partir, découvrir, rencontrer, Mondéos, 2005  (ISBN 2-84754-094-6) (BNF 39900666)

### Publications
- Revue deux-mille vingt-deux. La fabrique de la présidentielle n°1, Robert Laffont, novembre 2021. Article intitulé « Le village français ».